# استخر شاهجوق
استاله (استخر) شاهجوق مربوط به دوران‌های تاریخی پس از اسلام است و در سمنان، خیابان قدس، میدان امام رضا واقع شده و این اثر در تاریخ ۹ اردیبهشت ۱۳۸۲ با شمارهٔ ثبت ۸۶۲۰ به‌عنوان یکی از آثار ملی ایران به ثبت رسیده است.